# Francis Willis (politico)
Francis Willis (Contea di Frederick, 5 gennaio 1745 – Contea di Maury, 25 gennaio 1829) è stato un politico statunitense.

## Biografia
Nativo della Virginia, durante la guerra d'indipendenza americana si schierò con i rivoluzionari e raggiunse il grado di colonnello nell'esercito continentale, combattendo fino al 1778. Nel 1784 si trasferì in Georgia ed entrò in politica, venendo eletto nel 1791 alla Camera dei Rappresentanti per un mandato.
Al termine della carica biennale non si ricandidò e si trasferì in Tennessee, nella contea di Maury, dove visse per il resto della vita.